# Bhawana
Bhawana – miasto w Pakistanie, w prowincji Pendżab. W 2017 roku liczyło 34 077 mieszkańców.